# Guerner de Troyes
Guerner de Troyes também referido como Warnarius de Troyes, (c. 885 - 6 de dezembro de 924) foi um nobre da França medieval e conde de Troyes. Veio a morrer na luta contra os viquingues na Batalha de Chalmont entre Milly-la-Foret e Barbizon. 

## Relações familiares
Foi filho do conde Ménier de Troyes e de Gandilmoda de Troyes, filha de Odão I de Troyes (? - 871) e de Wandilmodis de Troyes. 
Casou  em 908 com Teutberga de Arles (c. 887 - antes de setembro de 948), filha de Teobaldo de Arles (860 - 895), conde de Arles e Berta da Lotaríngia (863 - 8 de março de 925), filha ilegítima do rei da Lotaríngia, Lotário II da Lotaríngia (835 - 869) e de Teutberga de Valois (? - 875), filha de Bosão de Valois "O Velho", conde de Valois de quem teve: 
1. Manasses de Arles (? - c. 962) arcebispo de Milão e de Arles entre 920 e 962.[4]
2. Roberto de Troyes, visconde de Autun (900 - 950)[5] foi casado com Casou com Ingeltrude de Dijon.
3. Tiberga de Troyes também denominada como Theuberge de Sens (909 - após 962).
4. Fromond I de Sens (c. 914 - 951), Conde de Sens.
5. Berta de Sens (915 -?).